# Charles Bingham
Charles George Bingham (8 maja 1830 - 5 czerwca 1914) – brytyjski arystokrata, syn George'a Binghama, 3. hrabiego Lucan i lady Anne Brudenell, córki 6. hrabiego Cardigan.
Wykształcenie odebrał w Rugby. Od 1839 r. był tytułowany lordem Bingham. Brał udział w wojnie krymskiej, podczas której był adiutantem swojego ojca, który był jednym z dowódców wojsk brytyjskich. W latach 1865–1874 zasiadał w Izbie Gmin jako reprezentant okręgu Mayo. Należał do największych posiadaczy ziemskich w Irlandii. Jego włości obejmowały 63 000 akrów.Po śmierci ojca w 1888 r. odziedziczył tytuł hrabiego Lucan i zasiadł w Izbie Lordów. W 1889 r. został parem-reprezentantem Irlandii. Był podpułkownikiem Coldstream Guards. Uczestniczył w koronacji Edwarda VII. W 1898 r. został kawalerem Orderu Świętego Patryka.
17 listopada 1859 r. w Londynie, poślubił lady Cecilię Catherine Gordon-Lennox (13 kwietnia 1838 - 5 października 1910), córkę Charlesa Gordon-Lennoxa, 5. księcia Richmond i lady Caroline Paget, córki 1. markiza Anglesey. Charles i Cecilia mieli razem sześciu synów i córkę:
- George Charles Bingham (13 grudnia 1860 - 29 kwietnia 1949), 5. hrabia Lucan, ożenił się z Violet Clay, miał dzieci, min.:
  - George Charles Patrick Bingham (24 listopada 1898–1964), 6. hrabia Lucan, jego synem był (jest?) Richard Bingham, 7. hrabia Lucan
  - Margaret Bingham (16 września 1905 - 17 sierpnia 1977), żona Harolda Alexandra, 1. hrabiego Alexander of Tunis
- generał-major Cecil Edward Bingham (7 grudnia 1861 - 31 maja 1934), ożenił się z Rose Guthrie i Alys Carr, miał dzieci z pierwszego małżeństwa, jedna z jego wnuczek, Rose Bingham, poślubiła 7. hrabiego Warwick
- generał-major Francis Richard Bingham (5 lipca 1863 - 5 listopada 1935), ożenił się z Kathleen Clarke, miał dzieci
- Alexander Frederick Bingham (3 sierpnia 1864 - 26 maja 1909)
- Albert Edward Bingham (30 czerwca 1866 - 6 listopada 1941), ożenił się z Christine Smith, nie miał dzieci
- Rosaline Cecilia Caroline Bingham (26 lutego 1869 - 18 stycznia 1958), żona Jamesa Hamiltona, 3. księcia Abercorn, miała dzieci
- kapitan Lionel Ernest Bingham (4 listopada 1876 - 26 lipca 1927)

Hrabia zmarł w wieku 84 lat. Został pochowany w Laleham. Wszystkie jego tytuły przejął jego najstarszy syn.